# 地板滾球
地板滾球（英語：Boccia），名稱來自拉丁文中的Bottia，「球」的意思。在台灣稱作「地板滾球」，在其他華語地區也翻作「硬地滾球」。原本是古希臘的一種投擲遊戲，經過修正後，成為一種使用極少的肢體動作，卻需要運用策略和技巧的活動，是特別針對重度動作控制困難的身心障礙者所設計的競賽活動，1984年列入帕拉林匹克運動會的比賽項目之一；而1989年國際腦性麻痺運動休閒協會(CPISRA)成立，定期召開會議，並制訂地板滾球相關的比賽規則及競賽制度；2013年由國際地板滾球運動聯盟(BISFed)接手統籌地板滾球相關事務。
台灣近十幾年才積極推動地板滾球運動，以學校單位（特教學校）、醫療復健機構、社福單位、身心障礙教養機構為主要的推動對象，結合醫療、教育、運動等三大領域，除了腦性麻痺者外，擴及其他肢體障礙者（肌肉萎縮、脊髓損傷、罕見疾病等）、心智障礙、視障等族群，進而推展至銀髮長輩及兒童，期待成為全民運動之一。

## 規則
- 球場為6公尺x12.5公尺的硬質平坦地面。
- 比賽先抽籤分為紅隊及藍隊，每隊可能是一、二或三球員，進行個人賽、雙人賽或團體賽。
- 由紅隊先投擲白色目標球，並投擲第一顆紅色球。
- 藍隊投擲第一顆藍色球。
- 由距離白色目標球較遠的那一隊繼續投擲。
- 所有色球投擲完畢則結束一局(以帕運個人賽為例，每局每個選手會有六顆球)。
- 每局的記分：由最接近白色目標球的那一球所屬之隊伍獲勝，勝隊每一顆比對方最接近目標球的球還更接近目標球的球都算一分(例如紅隊獲勝，則比最接近目標球的藍球還靠近目標球的紅球都各算一分，然後加總分數)。
- 新的一局開始時，由上一局起始沒有先投擲白色目標球的那隊來投擲目標球和該隊在本局的第一顆色球，然後繼續沿用上一局的投球和計分規則。
- 一場比賽結束(四或六局)，每局得分累積起來總分較高的一隊獲勝。

## 分級
根據選手的肌肉張力，協調能力或肌肉力量分成不同組別進行比賽。
- BC1：四肢及軀幹皆受到嚴重影響的腦性麻痺選手，比賽時有一位運動助理員協助。
- BC2：四肢及軀幹皆受到影響的腦性麻痺選手。
- BC3：四肢及軀幹皆受到嚴重影響而且無法有效抓握或投出地滾球的腦性麻痺或非腦性麻痺選手。因為無法有效抓握及投出，所以使用軌道進行比賽，比賽時有一位運動助理員協助，但需保持背對球場。
- BC4：四肢及軀幹皆受到影響的非腦性麻痺選手。
- BC5：四肢受到輕微影響但軀幹受到中等程度影響的腦性麻痺或非腦性麻痺選手。